# Borda de Patis
La Borda de Patis és una borda del terme municipal de Conca de Dalt, dins de l'antic terme de Claverol, pertanyent a l'antic enclavament dels Masos de Baiarri, al nord del municipi.
Està situada a llevant dels Masos de Baiarri, al final nord-oriental del pla on es trobaven els masos que componien aquesta caseria. Al seu sud-est hi havia la Borda del Pubill, i una mica més al sud-est les de Bartolomeu i de Pes. És a prop i al sud-oest de la Collada de les Bordes.